# Llengües cahuapanes
Les llengües cahuapanes són una família lingüística de la conca amazònica del Perú septentrional. Consta de només dues llengües, el chayahuita i el jebero, parlades per uns 11.300 persones. La majoria d'aquestes són parlants del chayahuita; el jebero està gairebé extingit.

## Classificació
Les llengües cahuapanas poden classificar-se en dos grups principals:
I. Chayahuita (Balsapuertino, Cahuapa, Shawi, Chayabita, Chayawita, Chayhuita, Tshaahui, Paranapura, Shayabit). 6000 parlants (1997); 11 400 (2000)
1. Dialecte chayahuita
2. Dialecte cahuapana
II. Jebero (Chébero, Xébero, Xíwila). 2300-3000 (1997); 2500 (2006)
No és clara que relació pot existir amb altres llengües de la regió. Jorge Suárez va proposar que les llengües cahuapananes juntament amb les llengües jívaro formarien la macrofamília Jívaro-Cahuapana (o Hívaro-Kawapána).
Glottolog classifica l'extint maynas com a proper al chawi.
Altres varietats cahuapanes llistades per Loukotka (1968):
- Yamorai - parlada al riu Sillai al Departament de Loreto
- Ataguate - llengua extingida de la mateixa regió, una vegada parlada al riu Aipena i al voltant del llac Atagua (sense atestar)
- Pamdabegue - un cop parlat al riu Aipena i al riu Paranapura al departament de Loreto (sense atestar)
- Mikira (Shuensampi, Miquira, Mikirá[5]) - llengua extingida una vegada parlada al poble únic de Maucallacta al riu Paranapura

## Història
Els chayahuitas van ser contactats per primera vegada pels jesuïtes. Els Jéberos van acceptar la protecció de les missions després de 1638 quan van ser atacats pels maynas, un grup jívaro.

## Descripció lingüística
Aquestes llengües estan mal documentades. A partir d'un conjunt de frases compilades per Institut Lingüístic d'Estiu (1979) poden treure's algunes característiques del chayahuita, i existeix des de finals de la dècada de 1980 s'han fet treballs addicionals, la qual cosa ha permès editar un nou diccionari (Hart, 1988) amb un breu esbós de gramàtica. García Tomás (1993–4) va editar una col·lecció de quatre volums de textos, testimoniatges, etc.

## Contacte amb altres idiomes
S'han notat influències lèxiques per les famílies quítxua, arawak, candoshi, puquina i carib.

## Vocabulari
Loukotka (1968) va fer una llista de vocabulari bàsic de les llengües cahuapanes.
| gloss        | Cahuapana | Chayavita | Jebero   |
| ------------ | --------- | --------- | -------- |
| u            | ara       | haná      | aláʔatsa |
| dos          | katu      | kató      | katáta   |
| tres         | kara      | kará      | kála     |
| cap          | mutu      | mostó     | móto     |
| orella       | buek      | wuiraté   | wuíoga   |
| dent         | nate      | naté      | látek    |
| foc          | puín      | puíng     | pön      |
| pedra        | napí      | napí      | láʔapi   |
| sol          | kéki      | pií       | köki     |
| lluna        | matáshi   | yuxkí     | rúkör    |
| blat de moro | tötrla    | shiʔishí  | chíter   |
| gos          | nini      | niʔíni    | niní     |
| canoa        | nũng      | ñong      | ñung     |